# Christian Karlsen
Christian Karlsen, född 1985 på Lidingö, är en svensk dirigent och konstnärlig ledare. Han har arbetat med flera stora europeiska orkestrar, bland andra Kungliga filharmonikerna, tyska hr-Sinfonieorchester, nederländska Radio Kamer Orkest.
Karlsen har studerat vid Koninklijk Conservatorium Den Haag, i Nederländerna. Han inledde karriären som assistent till den finländska dirigenten Esa-Pekka Salonen. 2008 blev han en av grundarna till New European Ensemble, för vilken han var konstnärlig ledare fram till 2014.
Under 2021 och 2022 var han en av de tävlande i SVT:s frågesportprogram Kulturfrågan Kontrapunkt.

## Utmärkelser
Karlsen tilldelades 2019 års Interpretpris av Föreningen svenska tonsättare.
Han nominerades till Dagens Nyheters kulturpris 2021 för musikfestivalen ”Gränslandet” och albumet ”Rodrigo, Coll & Harden: Guitar works”. Albumet utsågs av Dagens Nyheter till 2020 års bästa klassiska album.